# Angeghakot
Angeghakot (Անգեղակոթ in armeno) è un comune dell'Armenia, precisamente della provincia di Syunik; nel 2010, ovvero nell'ultimo censimento, si contavano 2.057 abitanti.